# کنت کانور
کنت کانور (انگلیسی: Kenneth Connor; ۶ ژوئن ۱۹۱۸ – ۲۸ نوامبر ۱۹۹۳) هنرپیشه اهل انگلستان بود. وی بین سال‌های ۱۹۲۰ تا ۱۹۹۳ میلادی فعالیت می‌کرد.
از فیلم‌ها یا برنامه‌های تلویزیونی که وی در آن نقش داشته‌است می‌توان به ادامه بده اشاره کرد.